# Hans Neumayer
Pour les articles homonymes, voir Neumayer.
Hans Neumayer (né le 10 janvier 1956 à Moosburg an der Isar) est un coureur cycliste allemand. Professionnel de 1980 à 1989, il a été champion d'Allemagne sur route chez les amateurs en 1980, puis chez les professionnels en 1981 et 1982.

## Palmarès

### Palmarès amateur
- 1977
  - 14e étape du Rapport Toer
- 1980
  -  Champion d'Allemagne sur route amateurs
  - Tour de l'Yonne

### Palmarès professionnel
- 1981
  -  Champion d'Allemagne sur route
- 1982
  -  Champion d'Allemagne sur route
- 1983
  - 6ea étape du Tour de Suède

## Résultats sur les grands tours

### Tour de France
1 participation 
- 1982 : abandon (2e étape)

### Tour d'Italie
1 participation 
- 1983 : 127e

### Tour d'Espagne
1 participation
- 1982 : 68e